# 賈範
賈 範（か はん、生年不詳 - 238年（景初2年）は、中国三国時代の将軍。晋書に記述がある。

## 生涯
遼東の公孫淵配下。公孫淵が魏に叛いた際、綸直らとともにこれを諌めたため怒りを買い、両名とも殺された。司馬懿は公孫淵の反乱を鎮圧すると、賈範らの墓を手厚く祀り、遺嗣を顕した。
小説『三国志演義』では第106回に登場する。公孫淵の副将であり、ほぼ同様の顛末を辿っている。